# Gharianus klaptoczi
Gharianus klaptoczi is een wandelende tak uit de familie Bacillidae. De wetenschappelijke naam van deze soort is voor het eerst voorgesteld door Franz Werner in een publicatie uit 1908.
De soort is ontdekt in de bergen van Noordwest-Libië.